# Каринский сельский округ (Зарайский район)
Каринский сельский округ — упразднённая административно-территориальная единица, существовавшая на территории Зарайского района Московской области в 1994—2006 годах.
Каринский сельсовет был образован в первые годы советской власти. До 1929 года он входил в состав Зарайской волости Зарайского уезда Рязанской губернии.
В 1929 году Каринский с/с был отнесён к Зарайскому району Коломенского округа Московской области.
17 июля 1939 года к Каринскому с/с были присоединены селение Пыжево упразднённого Пыжевского с/с и усадьба совхоза «Авдеево» Кармановского с/с.
14 июня 1954 года к Каринскому с/с был присоединён Кобыльский сельсовет.
1 февраля 1963 года Зарайский район был упразднён и Каринский с/с вошёл в Коломенский сельский район. 11 января 1965 года Каринский с/с был передан в восстановленный Зарайский район.
20 декабря 1966 года к Каринскому с/с были присоединены селения Зимёнки, Карандеево, Лошаково и посёлок отделения совхоза «Зарайский» Летуновского с/с. Одновременно из Каринского с/с в Кармановский были переданы селения Авдеево, Березники и посёлок центральной усадьбы совхоза «Авдеевский».
6 марта 1975 года в Каринском с/с было упразднено селение Лошаково.
3 февраля 1994 года Каринский с/с был преобразован в Каринский сельский округ.
В ходе муниципальной реформы 2004—2005 годов Каринский сельский округ прекратил своё существование как муниципальная единица. При этом все его населённые пункты были переданы в сельское поселение Каринское.
29 ноября 2006 года Каринский сельский округ исключён из учётных данных административно-территориальных и территориальных единиц Московской области.